# João Melchíades
João Melchíades Ferreira da Silva (Bananeiras, 7 de setembro de 1869 – João Pessoa, 10 de dezembro de 1933), também conhecido como “O Cantor da Borborema”, foi um cantador e poeta paraibano de literatura de cordel, considerado um dos grandes nomes da primeira geração de cordelistas nordestinos.

## Biografia
João Melchíades nasceu em Bananeiras, interior da Paraíba. Ficou órfão de pai ainda criança. Seus parentes, inclusive a mãe, eram pequenos proprietários. Aprendeu a ler com um dos seus avós, que era ex-seminarista e professora dos meninos da região.
Casou-se em 1897 com Senhorinha Melchíades, que na ocasião tinha apenas 28 anos, e tiveram quatro filhos. Fausto, o mais velho, morreu ainda criança; Gervásio (apelidado de Duda) tornou-se médico sanitarista em Recife; Amélia casou-se e foi morar no Rio de Janeiro e Santina, a caçula, permaneceu em João Pessoa e casou-se com um oficial da polícia, com quem teve doze filhos.
Sargento reformado por causa do beribéri, João Melchíades passou a morar na capital paraibana. Sustentava a família com a aposentadoria que recebia mensalmente do Exército, da venda de seus folhetos e de cantorias.
João Melchíades entrou para o Exército aos 19 anos de idade, ainda na Monarquia, e foi promovido a sargento em setembro de 1893. Combateu nas campanhas de Canudos em 1897 e do Acre em 1903. Retornou de Canudos com perda de audição e do Acre com beribéri, da qual se tratou em Recife, no Rio e em Minas Gerais, onde quase morreu. Também foi regente da banda de corneteiros do 28º batalhão em S. João da Barra, no Estado de Minas Gerais. Deixou o Exército em 1904.
O necrológio de Melchíades ficou a cargo do poeta Antônio Ferreira da Cruz, que o versou no folheto "A morte do trovador João Melchíades".

## Obras

### Publicação e comercialização
Sabe-se que a maior parte dos folhetos de João Melchíades foi publicada pela Popular Editora, tipografia do amigo e cordelista paraibano Francisco das Chagas Batista. Não é conhecida a data do seu primeiro folheto, mas em 1914 passou a publicá-los regularmente. O poeta lia História, Geografia, Mitologia, Romances e a Bíblia; era muito religioso e amigo de alguns frades.
Viajava anualmente para vender folhetos pelo interior, sobretudo nos sertões da Paraíba, Pernambuco, Rio Grande do Norte e Ceará, participando também de cantorias. Essas viagens eram feitas em época de safra. As viagens eram sempre a cavalo, levando um alforje com folhetos seus e de Chagas Batista e também terços, livros de missa e "romances de prateleira".
Após a morte de João Melchíades, sua esposa Senhorinha e seus filhos venderam os direitos de publicação ao poeta e cantador Manuel Camilo dos Santos, que passou a editar os folhetos de Melchíades. Entretanto, naquela ocasião os cordéis já eram publicados por João Martins de Athayde e, posteriormente, José Bernardo da Silva, principalmente "O Romance do Pavão Misterioso". 
A disputa entre editores pelos direitos de publicação das obras do "Cantor da Borborema" se estendeu por muitos anos até 2010, quando entraram em domínio público.

### Os cordéis de Melchíades e a Guerra de Canudos

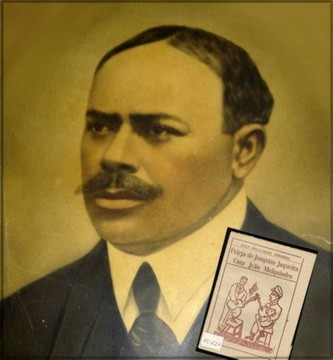
Retrato de João Melchíades Ferreira

Já foram identificados pelo menos 36 poemas de João Melchíades, porém é provável que esse número seja maior. O folheto mais conhecido é "O Romance do Pavão Misterioso" (32 páginas), mas existem muitos outros de grande valor para a literatura de cordel, tais como “História de José Colatino e o carranca do Piauí”, “História do valente sertanejo Zé Garcia” e, principalmente, “A Guerra de Canudos”, o primeiro cordel sobre Antônio Conselheiro. Com relação a Canudos, é natural que assumisse a defesa da República, contra a ideologia pregada e praticada por Conselheiro e seus adeptos. Ao contrário de Euclides da Cunha, ele não viu nenhum mérito naquele grupo de valentes sertanejos que se insurgiu (e venceu, em algumas ocasiões) o Exército brasileiro.
Seus folhetos são essencialmente pelejas, romances, poemas de época e descrições da Paraíba, da Serra da Borborema e dos proprietários da região. Entre os poemas de época, abordou a 1ª Guerra Mundial, a Guerra de Canudos, desabamentos e impostos. Na sua obra destacam-se o combate ao protestantismo, a exaltação da fé cristã e do sertão.
Os valentes louvados nos poemas de Melchíades fogem a algumas características dos poemas de folhetos, pois não são pobres vaqueiros e sim homens de riqueza. É o caso de Cazuza Sátiro, Belmiro Costa e Zé Garcia. Se vários poetas aceitavam "cantar ciência" em desafios, João Melchíades recusava-se a falar sobre esse tema e o exemplo mais categórico ocorreu em sua peleja com Francisco Pequeno. Ele dizia que preferia cantar sobre o povo e suas necessidades.   
O acervo do Cantor da Borborema é de domínio público, a exemplo do que ocorre com outros poetas populares da primeira geração, e foi digitalizado e disponibilizado ao público pela Fundação Casa de Rui Barbosa.

### O Romance do Pavão Misterioso
Há uma controversa discussão sobre a autoria do folheto "O Romance do Pavão Misterioso". Átila Augusto F. de Almeida afirma que esse cordel foi plagiado por João Melchíades do original de José Camelo de Melo Rezende, mas essa versão não é partilhada por outros estudiosos, considerando que os dois poetas populares tinham o romance como parte do repertório comum de suas cantorias. 
A versão de João Melchíades tem 32 páginas enquanto a de José Camelo, rara hoje em dia, tem 40 páginas. Há sensíveis diferenças na estrutura das duas histórias e a versão resumida de Melchíades apresenta erros de métrica, característica inexistente na obra de Camelo. Naquela época, a versão do Cantor da Borborema popularizou-se e por muitos era considerada a original, fazendo mais sucesso que a de Camelo. De acordo com Expedito Sebastião da Silva, chefe gráfico da Lira Nordestina, esse desgosto motivou o poeta José Camelo a destruir o próprio folheto.
A pesquisadora Jerusa Pires Ferreira aponta diversos pontos de convergência entre os folhetos "Roldão no leão de ouro" e "O Romance do Pavão Mysteriozo". Nas duas narrativas, o herói apaixona-se de tal maneira pela moça do retrato a ponto de adoecer e desejar conhecê-la pessoalmente, para saciar o sua paixão. No caso de “Roldão no Leão de Ouro”, o herói procura um habilidoso artesão que constrói um animal mecânico – o leão de ouro – para chegar na torre em que se encontrava prisioneira a Princesa Angélica, filha do poderoso Almirante Balão. No Romance do Pavão Mysterioso, o herói Evangelista também procura um engenheiro, Edmundo, que constrói um aeroplano-pavão de alumínio, capaz de chegar na torre onde a condessa Creusa encontrava-se prisioneira, a mando do próprio pai. No caso do leão, Roldão consegue penetrar no palácio por meio da astúcia. No caso do pavão, o herói chega a torre sem ser pressentido pelos guardas. Nas duas estórias, a moça é raptada e casa com o herói. Quanto a autoria de “Roldão no Leão de Ouro”, adaptação de um episódio da História do Imperador Carlos Magno e dos Doze Pares de França, não paira a menor dúvida quanto a autoria de João Melchíades Ferreira.
De acordo com o poeta Arievaldo Viana, isso não só reforça a hipótese de que Melchíades reescreveu (e não plagiou) a história, como também chegou a acrescentar elementos de uma fonte que já havia visitado: A História de Carlos Magno.

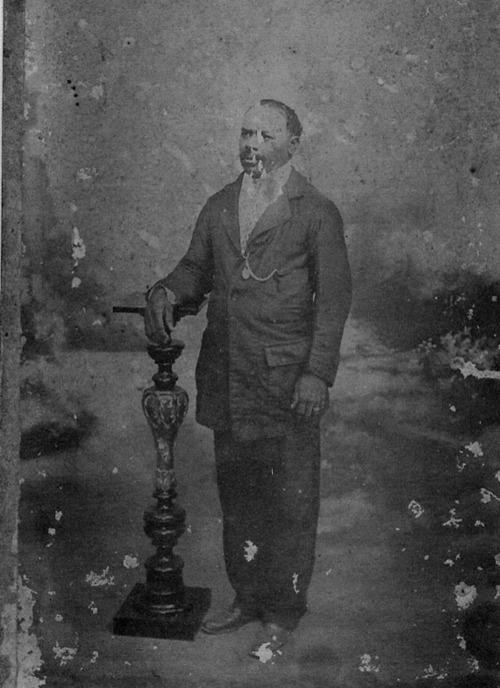
Foto de corpo inteiro do Cantor da Borborema

### Obras selecionadas
- O Romance do Pavão Misterioso
- A besta de sete cabeças
- A rosa branca da castidade
- Quinta peleja dos protestantes com João Melchíades
- Peleja de João Melchíades com Olegário
- Peleja de João Melchíades com Claudino Roseira
- História de José Colatino e o carranca do Piauí
- História de Juvenal e Leopoldina
- As quatro órfãs de Portugal
- História do valente sertanejo Zé Garcia
- O filho que casou com a mãe enganado
- Peleja de Joaquim Jaqueira com João Melchíades
- Peleja de Francisco Pequeno com João Melchíades
- Peleja de Manoel Cabeceirinha com Alexandre Torto
- Roldão no leão de ouro
- Victoria dos aliados: a derrota da Allemanha e a influenza hespanhola
- Os crimes e horrores da Alemanha
- A Guerra de Canudos
- Cazuza Sátiro, o matador de onças
- A cigana esmeralda
- O marco de Lampião
- História sertaneja
- O desabamento do morro Monte Serrat

## Tributos

### Romance d'A Pedra do Reino e o Príncipe do Sangue do Vai-e-Volta
O dramaturgo e poeta paraibano Ariano Suassuna é um grande admirador da obra de João Melchíades e prestou a sua homenagem ao trasnformá-lo em personagem do seu livro Romance d'A Pedra do Reino e o Príncipe do Sangue do Vai-e-Volta, publicado em 1971. O personagem João Melchíades era padrinho do personagem-narrador, Quaderna. 
O livro foi adaptado para a televisão em 2007 na microssérie A Pedra do Reino, dirigida por Luiz Fernando Carvalho e escrita por Luís Alberto de Abreu, Bráulio Tavares e Luiz Fernando Carvalho. João Melchíades foi interpretado pelo poeta e compositor Abdias Campos. Essa microssérie foi a primeira rodada e exibida das quatro concebidas no Projeto Quadrante.

### Pintura de Flávio Tavares
O artista plástico paraibano Flávio Tavares, que tem relação próxima com a família Melquíades, pintou uma tela a óleo retratando o Cantor da Borborema e a deu de presente a uma neta de João Melchíades. A pintura é inspirada na foto mais conhecida do cordelista e tem ao fundo pavões, numa clara alusão a sua obra mais conhecida: O Romance do Pavão Misterioso.

### Canção de Ednardo
O cantor e compositor cearense Ednardo compôs a canção "Pavão Mysteriozo" em 1974, que foi incluída na trilha sonora da telenovela Saramandaia, de Dias Gomes, exibida pela Rede Globo em 1976. 
A faixa fez grande sucesso e ganhou mais de 20 regravações, inclusive nas vozes de Elba Ramalho, Ney Matogrosso, Oswaldo Montenegro e Fernanda Takai.

### Cordelteca da Casa do Cantador
Em 11 de dezembro de 2019 foi inaugurada a cordelteca da Casa do Cantador, espaço cultural projetado por Oscar Niemeyer e localizado na região administrativa de Ceilândia (DF), batizada com o nome João Melchíades Ferreira da Silva em homenagem ao cordelista. A cordelteca conta com um acervo de 1,5 mil obras com catalogação eletrônica e uma instalação do artista plástico Valdério Costa, com xilogravuras que incluem a representação do Pavão Misterioso.

## Academia Brasileira de Literatura de Cordel
João Melchíades Ferreira da Silva é o patrono da cadeira número 40 da Academia Brasileira de Literatura de Cordel (ABLC), ocupada desde 2000 pelo poeta popular cearense Arievaldo Viana. 
Em 2007, Arievaldo Viana e o cartunista/ilustrador pernambucano Jô Oliveira lançaram pela editora cearense IMEPH o livro "O Pavão Misterioso", uma releitura para o público infantojuvenil dos folhetos "O Romance do Pavão Mysteriozo", de João Melchíades Ferreira e José Camelo de Melo Rezende.
Antes mesmo da publicação do livro, as ilustrações de Jô Oliveira do Pavão Misterioso para a coleção de selos da Empresa Brasileira de Correios e Telégrafos lhe renderam o prêmio ASIAGO (Itália) de melhor selo do mundo, categoria Turismo. 